# Ървин Нгапет
Ървин Нгапет (на френски: Earvin N'Gapeth) е френски волейболист играещ за руския отбор ВК Зенит (Казан) и националния отбор на Франция. През 2015 година е избран за най-полезен играч (MVP) на световната лига, която печели заедно с отбора на Франция.
Освен като отличен волейболист, Нгапет е известен и с дисциплинарните си проблеми. През 2010 по време на световното първенство по волейбол е изключен от състава на Франция заради проблеми с дисциплината. През декември 2014 година е арестуван в Монпелие заради сбиване в нощен клуб, а през юли 2015 година отново е арестуван заради нападение над контрольор на френска железопътна гара.

## Спортни успехи

### Клубни

#### Шампионска лига по волейбол
- 2012 – 13 Шампионска лига по волейбол – с Bre Banca Lannutti Cuneo

#### Национални шампионати
- 2008/2009  Купа на Франция, с ВК Тур
- 2009/2010  Купа на Франция, с ВК Тур
- 2009/2010  Първенство на Франия, с ВК Тур
- 2010/2011  Купа на Франция, с ВК Тур
- 2010/2011  Първенство на Франия, с Tours VB
- 2014/2015  Купа на Италия, с Модена Волей

### Национален отбор
- 2007  CEV U19 Европейско първенство
- 2007  FIVB U19 Световно първенство
- 2008  CEV U21 Европейско първенство
- 2009  CEV U19 Европейско първенство
- 2015  Световна лига по волейбол 2015
- 2015  Европейско първенство 2015

### Индивидуални
- 2009 CEV U19 Европейско първенство – Най-добър сервиращ
- 2009 CEV U19 Европейско първенство – Най-полезен играч
- 2015 Световна лига по волейбол 2015 – Най-добър атакуващ посрещач
- 2015 Световна лига по волейбол 2015 – Най-полезен играч